# Paul Bebey Kingué
Paul Rolland Bebey Kingué (Douala, 9 novembre 1986) è un ex calciatore camerunese, di ruolo difensore.

## Carriera

### Club
Dopo aver iniziato la carriera in patria, nel 2012 si è trasferito in Belgio, al Bleid.

### Nazionale
Ha preso parte ai Giochi Olimpici di Pechino 2008, nei quali ha giocato tre partite senza segnare.